# Knisa lövskog
Knisa lövskog är ett naturreservat i Borgholms kommun i Kalmar län.
Området är naturskyddat sedan 2015 och är 60 hektar stort. Reservatet består av slåtterängar med några ölundar och sumpskogar.  